# فرانک پینو
فرانک پینو (فرانسوی: Franck Pineau‎؛ زادهٔ ۲۷ مارس ۱۹۶۳) دوچرخه‌سوار اهل فرانسه است.